# Gratin savoyard
Pour les articles homonymes, voir Gratin et Savoyard.
Le gratin savoyard est une recette de cuisine traditionnelle de gratin de pommes de terre cuit dans du bouillon de bœuf, et gratiné au fromage de Savoie (beaufort, emmental, gruyère) de la cuisine savoyarde, variante du gratin dauphinois.

## Ingrédients
La recette est élaborée, à l'origine, avec des pommes de terre cuites dans du bouillon de bœuf (de pot-au-feu par exemple) puis gratinée avec du fromage, en général à base de pâte dure comme du gruyère râpé, de l'emmental ou du beaufort. Contrairement à la version dauphinoise, le gratin de pommes de terre à la mode savoyarde ne comporte ni lait, ni crème fraîche, ni œuf. Certaines recettes traditionnelles ne comportent pas de fromage.